# Porterandia lambirensis
Porterandia lambirensis är en måreväxtart som beskrevs av Zahid. Porterandia lambirensis ingår i släktet Porterandia och familjen måreväxter. Inga underarter finns listade i Catalogue of Life.